# Karl Julius Schröer
Karl Julius Schröer (11. ledna 1825 Prešpurk - 16. prosince 1900 Vídeň) byl rakouský literární historik, pedagog a spisovatel, známý především svými pracemi v oblasti německé literatury a kultury. 
V mládí studoval studoval literaturu a lingvistiku, na univerzitách v Lipsku, Halle a Berlíně. Po roce 1849 byl profesorem německého jazyka a literatury v Pešti. Poté se v roce 1851 vrátil do Prešburku, kde působil jako učitel.
V následujících letech se věnoval německé menšině žijící v Uhrách, konkrétně německé poezii, mýtům a jazykovému dialektu. Je považován za objevile lidové vánoční hry Oberbeer v bezprostřední blízkosti Bratislavy. Dále sbíral rukopisy a prováděl textová kritická srovnání. V 50. letech 19. století vydal knihu Německé vánoční hry v Uhrách. Z tohoto díla čerpal pozdější Schröerův žák ve Vídni Rudolf Steiner, který po první světové válce založil Svobodné waldorfské školy, v nichž se Oberfererovy vánoční hry udržují. Tyto hry byly přeloženy do mnoha jazyků a vyučují se v mnoha z 800 waldorfských škol po celém světě. 
Kvůli nepříznivému politickému vývoji cítil, že musí opustit Uhry a v roce 1860 odešel do Vídně. V letech 1861 až 1866 byl ředitelem Spojených protestantských škol na náměstí Karlsplatz. V roce 1866 se stal profesorem literární historie na Vídeňské technické univerzitě.
Ve Vídni se zvláště věnoval zkoumání díla Johanna Wolfganga von Goetha. Jeho práce o Goethovi byly považovány za důležité a vlivné, ačkoli jeho interpretace byly někdy diskutabilní. Také se zajímal o dramata Friedricha Schillera a další literární osobnosti tohoto období. V roce 1878 byl spoluzakladatelem „Vídeňského Goethova spolku“, jehož kroniku vydal v roce 1886. Vyjadřoval se ke Goethovým dílům a zvláště se zabýval faustovským výzkumem, který prezentoval ve dvousvazkovém vydání Fausta. Goethovy hry vydal v šesti svazcích. Nakonec se pokusil iniciovat stavbu Goethova pomníku ve Vídni, která se realizovala v roce 1894, autorem díla byl Edmund Hellmann. Pomník byl odhalen jeden den před Schröerovou smrtí.
Jeho vnuci byli malíř a sochař Karl Julius Heinrich Revy, herec Richard Révy a skladatel Roderich Mojsisovics von Mojsvár.